# Oscar Van Hauwaert
Oscar Van Hauwaert (Gent, 16 mei 1868 - aldaar, 11 februari 1961) was een Belgisch onderwijzer, auteur, liberaal politicus en voorzitter van het Willemsfonds.

## Levensloop
Na studies aan het Gentse atheneum, waar hij bevriend raakte met later burgemeester Alfred Vander Stegen en de normaalschool in Luik was Heremans van 1892 tot 1932 actief in het openbaar onderwijs. Hij sloot zijn carrière af als directeur van de Gentse normaalschool.
Als liberale flamingant bevond hij zich in de kringen rond Paul Fredericq. Hij schreef voor Het Volksbelang en Het Laatste Nieuws, schreef verschillende boeken en was van 1937 tot 1951 voorzitter van het Willemsfonds. Tijdens de Tweede Wereldoorlog wist hij deze Vlaamsgezinde vereniging buiten de Duitse invloed en de collaboratie te houden.
Van 1938 tot 1952 zetelde hij ook in de Gentse gemeenteraad.